# ダンナと皿
『ダンナと皿』(ダンナとさら)は、谷譲次が1925年（大正14年）に発表した短編小説。

## あらすじ
『執事として相当の家族に職を求める』という新聞広告を出した「私」。仕事口がなくて、自己保存の方法に困っていた「私」は、この広告に反響がないと、自殺だけが解決策という極地に立たされていた。幸運にも、ある好奇な奥さんが「私」を執事として雇った。その日から「私」は厳しい礼服を着て、名をダンナと改めた。ある日、「お前が電話をかけると水夫が暴風の中で喧嘩しているように聞こえる。」と言われ、「私」は奥さんの結婚記念の揃いの皿を間違って一枚壊した。そうして、残りの全部を床へ落として「私」は口笛を吹きながらフランセス婆の家へ帰った。

## 制作背景
谷譲次（長谷川海太郎）は文才と語学力に恵まれていた。港町函館の環境的影響を受け、1918年（大正7年）に渡米した。大学に通いながらコックなどの職に就いた。当時のアメリカの社会情勢を見聞し、社会批評眼を養った。その独自の視点が「めりけんじゃっぷ」ものに反映されている。長谷川海太郎が「ダンナ」と呼ばれたのは、ある会社の支配人のところで実際に執事をつとめたおりに、「君の名前は」とたずねられ、「ダンナ」と答えて以来、旦那、旦那としきりに呼ばれておおいに溜飲をさげたという事実にもとづいている。